# Ciudad Obregón
Ciudad Obregón, chef-lieu du municipio (commune) de Cajeme (es), est la deuxième ville en importance dans l'État de Sonora, au Mexique. Elle se trouve au centre d'un important bassin agricole et industriel au sud de l'État. Elle est le centre urbain le plus important de la vallée du fleuve Yaqui. Cette agglomération de 375 800 habitants (en 2005) se trouve à une altitude de 30 mètres, à 27°29′38″N, 109°56′20″W. Elle se trouve à 576 kilomètres au sud de la frontière de l'Arizona (USA).
Elle est le siège du diocèse de Ciudad Obregón, créé par le pape Jean XXIII le 20 juin 1959. Plusieurs institutions éducatives supérieures y sont installées. La cathédrale de Ciudad Obregón est la principale église de la ville.

## Histoire
Cette ville a été fondée en 1927 par Alvaro Obregón et a été établie comme une gare où les trains pourraient faire de l'eau. Le nom de la gare était Cajeme, nom d'un chef des Yaqui (dont la population habitait aux environs). Les premiers blancs à arriver se sont établis au barrio appelé Plano Oriente quand ont commencé les travaux d'irrigation de la compagnie Richardson au début du XXe siècle. Peu de temps après, la population commença à croître. En 1927 la ville a été déclarée cabecera municipale (qui était auparavant à Cócorit) et, en 1928, le nom de Ciudad Obregón fut adopté en reconnaissance du Général Álvaro Obregón, ancien président de la République Mexicaine (1920-1924) et originaire de Huatabampo, Sonora. Le Général Obregón a initié une "révolution agricole" dans la vallée du fleuve Yaqui, introduit des techniques agricoles modernes et fait de cette vallée l'une des régions agricoles les plus prospères du pays. L'agronome américain Norman Borlaug, architecte de la "Révolution Verte", a travaillé ici après avoir amélioré la résistance du blé. Dès lors, il a gagné le Prix Nobel.
Une étude du Conseil Citoyen pour la Sécurité Publique et la Justice Pénale a classé Ciudad Obregón comme cinquième ville la plus dangereuse au monde en 2019, à cause de la Guerre de la drogue au Mexique, avec 80 homicides pour 100 000 habitants, c'est-à-dire le cinquième plus haut taux d'homicide pour une ville relevé dans le monde cette année-là, derrière quatre autres villes mexicaines (Tijuana, Ciudad Juárez, Uruapan et Irapuato).

## Fêtes locales
La féria de San Juan a lieu le 24 juin à Cócorit : depuis une vingtaine d'années, c'est le début de la saison des pluies. Au début cela faisait des semaines de pluies consécutives, mais alors cela ne fait que 2 à 3 jours de pluies consécutives. Pourtant, il pleut toujours (2006) le soir de la San Juan avec de grands vents et des coupures d'électricité.

## Climat
Le climat de ville d'Obregón est semi-sec à sec. Dans les mois d'été le climat est très chaud et humide. Les hautes températures sont présentes dès la fin de printemps et s'étendent jusqu'au début de l'automne, des mois de mai à octobre, où sont enregistrées des températures supérieures 40 °C, les mois de juillet et septembre sont les plus chauds : le thermomètre peut dépasser les 45 °C.Dans les mois d'hiver, les températures maximales normales varient entre les 25.5 °C et 27 °C, des mois de décembre à février, janvier est le mois le plus froid.

## Éducation
Il y a plus de 266 institutions d'éducation élémentaire, 72 institutions d'éducation secondaire, 27 instituts technologiques, 37 preparatorias et 9 institutions d'éducation supérieure:
- Instituto Tecnológico de Sonora (l'Institut Technologique de Sonora) (ITSON) - Campus Obregón et Campus Náinari
- Universidad La Salle Noroeste (ULSA) - Campus Obregón
- Instituto Tecnológico y de Estudios Superiores de Monterrey (ITESM) - Campus Obregón
- Instituto Tecnológico de Cajeme (ITESCA)
- Universidad Tecnológica del Sur de Sonora (UTS)
- Universidad Tec Milenio - campus Ciudad Obregón
- Universidad Vizcaya de las Américas
- Instituto Tecnológico del Valle del Yaqui (ITA 21)
- Universidad del Noroeste Expansión Obregón

## Transport
L'autoroute fédérale No.15 lie Obregón au nord à Guaymas (principal port sonoran), Hermosillo (capitale de l'État) et Nogales (principal point de passage du Sonora avec les États-Unis). La 15 lie Obregón au sud vers Navojoa, l'État de Sinaloa et l'Amérique centrale, ce qui en fait l'axe de « Canamex », corridor industriel qui unit le Canada, les États-Unis et le Mexique.
L'aéroport international de Ciudad Obregón (Code AITA : CEN) reçoit des vols des villes mexicaines de Ciudad Juárez, Chihuahua, Durango, Guadalajara, Hermosillo, La Paz, Loreto, Los Mochis, Los Cabos, Mexico, Monterrey, Puerto Vallarta et Tijuana, et des villes américaines de Los Angeles, Tucson, Phoenix et Houston.

## Sites culturels
- Museo del Yaqui
- Teatro Oscar Russo Voguel
- Casa Rosalva
- La Casona (Cócorit)
- Le Musée de la Révolution : Un des sites culturels du Ciudad Obregon est le Museé de la Révolution. Il y a beaucoup information sur les tribus Yaquis sont habiter dans cette zone. C´est très intéressant. Il y a aussi activités pour les enfants. Le prix pour l´entrée est dix pesos pour étudiants et vingt pesos pour adultes. Il est un lieu excellent pour passer du temps.

## Gastronomie
Les spécialités culinaires de Ciudad Obregón sont les tacos avec des viandes rôties ; les chimichangas qui sont des tortillas frites avec des pommes de terre et de la viande ; des hot-dogs  avec des saucisses à l'intérieur d'un pain tranché auxquels on peut ajouter différents assaisonnements et le pozole qui est une soupe de Tamale avec de la viande et différents légumes. Ciudad Obregón est réputée pour ses tortillas. 
Depuis la Seconde Guerre mondiale, un grand nombre de personnes sont venues du Japon et de Chine au Mexique apportant des nouvelles traditions culinaires comme le sushi (california roll, et Japanese traditional roll), et plusieurs autres plats traditionnels chinois (chow mein, kumppao poulit, et wong tong). Mixées avec les traditions mexicaines, elles ont donné naissance à de nouvelles traditions culinaires (sushi avec viandes rôties, sushi avec chili, riz avec chili, et riz avec bacon).

## Sport
Dans la ville il y a de nombreux sites destinés au sport, parmi lesquels on trouve The Arena ITSON, Tomas Oroz Gaytan Stadium et le stade Manuel Piri Sagasta, respectivement stades de basket-ball, baseball et de football. Ces derniers sont les sports les plus populaires de la ville.
Ciudad Obregón possède les équipes sportives suivantes :
- Yaquis de Obregón : équipe de baseball qui joue dans la Ligue mexicaine du Pacifique. L'équipe a remporté 7 fois la ligue. 1965-66,1972-73,1980-81,2007-08,2010-11,2011-12 et en 2012-13. En plus, elle a remporté 2 fois la Série des Caraïbes en 2011 (Mayaguez), 2013 (Hermosillo).
- Trigueros Ciudad Obregón : équipe de basket Cibacopa. Elle est à ce jour l'équipe la plus titrée du nouveau circuit avec 3 championnats remportés.
- Obregón FC-guerriers : équipe de football en Troisième Division du Mexique.

Un autre centre important est deporticvo "Náinari 2000", une zone pour la pratique de différents sports.
Dans la ville sont également effectuées des courses de chevaux dans la voie Saint Isidro.

## Flore
Dans la région autour de Ciudad Obregon, région des contreforts du désert de Sonora, les espèces les plus abondantes sont :
- Palo Verde
- Palo Azul
- Mezquite
- Pitahaya
- Sina
- Etcho
- Choya

Mais avec l'utilisation des terres et les activités humaines, la végétation originelle a été largement remplacée dans certaines zones; dans les zones urbaines par des arbres d'ombrage et des palmiers à des fins esthétiques. Au sud et à l'ouest de la ville, l'agriculture a entraîné une déforestation.
Les fourrés prédominent dans la plaine côtière, au nord-ouest et la région centrale. Il y a des forêts dans la partie sud de l'Etat. Au Nord, on trouve des pâturages et à la frontière avec l'Etat de Chihuahua des forêts tempérées. Le mesquite abonde le long des canaux, et au Nord-Est une végétation de dunes côtières est distribué le long des côtes. L'agriculture couvre 6 % du territoire de l'Etat.

## Faune
Dans le maquis et les prairies alentour on trouve mouflons, loups, renards, lièvres, musaraignes, serpents (boas, serpents corail, serpent à sonnettes) et des tortues. Dans les forêts sèche le jaguar. Dans les milieux aquatiques : baleine bas, gris, bleu et bosse; dauphins, des baleines et des escargots. Animaux en voie de disparition: le porc-épic, chien de prairie, ocelot, Jaguar et marina vaquita.